# Kingston FC
El Kingston FC es un equipo de fútbol de Canadá que juega en la Canadian Soccer League.

## Historia
Fue fundado en el año 2011 en la ciudad de Kingston, Ontario luego de que a la ciudad le adjudicaran una franquicia para la temporada 2012, además de contar con un equipo reserva de nivel semiprofesional y su debut en la Canadian Soccer League lo tuvieron el 5 de mayo del 2012.
Desde la temporada 2013 han clasificado a los playoffs, incluyendo dos veces como el mejor equipo en la temporada regular, aunque en ninguna de ellas le ha garantizado el título de liga.

## Gerencia
- Dueño:  Lorne Abugov
- Presidente:  Joseph Scanlon
- Entrenador:  Colm Muldoon
- Asistente de Entrenador:  Mike Akai
- Entrenador Equipo Reserva:  Thomas Moran
- Asistente Equipo Reserva:  Yasuto Hoshiko
- Entrenador de Porteros:  Andrei Bădescu
- Relaciones Pública y Medios: Joseph Scanlon
- Ventas y Patrocinios:  Stephanie Lelenka
- Relaciones Públicas:  Rob Denaburg